# ヴィルヘルム (ルクセンブルク伯)
ルクセンブルク伯ヴィルヘルム（ドイツ語：Wilhelm, Gf. von Luxemburg, 1081年 - 1131年）は、ルクセンブルク伯（在位：1096年 - 1131年）。

## 生涯
ヴィルヘルムはルクセンブルク伯コンラート1世とクレマンス・ダキテーヌの息子である。兄ハインリヒ3世が1096年に死去し、伯位を継承した。ヴィルヘルムは記録文書において「ルクセンブルク伯」の称号を一族で初めて用いた。
これまでのルクセンブルク伯と同様、ヴィルヘルムもトリーア大司教ブルーノと1122年および1127年に対立し、ヴィルヘルムは破門されている。

## 子女
1105年ごろにバイヒリンゲン伯クーノ・フォン・ノルトハイム（バイエルン公オットー・フォン・ノルトハイムの息子）の娘マティルデ（ルイトガルト）と結婚し、3子をもうけた。
- コンラート2世（1106年 - 1136年） - ルクセンブルク伯[3]
- ヴィルヘルム - グライベルク伯、1131年および1158年に記録上に見られる。
- ルイトガルト（1120年 - 1170年）[3] - グランプレ伯アンリ2世（1125年 - 1211年）と結婚[4]